# Santa Ana (Pampanga)
Santa Ana es un municipio filipino de tercera clase, perteneciente a la provincia de la Pampanga, en la isla de Luzón.

## Geografía
En el término del municipio nace el río Betis.

## Historia
Hacia mediados del siglo XIX, el lugar tenía contabilizada una población de 4968 habitantes, repartidos en 828 casas. Aparece descrito en el primer volumen del Diccionario geográfico, estadístico, histórico de las Islas Filipinas (1850) de Manuel Buzeta Núñez y Felipe Bravo con las siguientes palabras:

ANA (Santa): pueblo con cura y gobernadorcillo, en la isla de Luzon, prov. de la Pampanga, dióc. del arz. de Manila. sit. en los 124° 26' long., y los 15° 8' lat.; en terreno llano cerca del nacimiento dle rio llamado Betis: disfruta de buena ventilacion, y su clima es templado y sano, dulcificándose los ardores del sol por medio de los hermosos plantíos que rodean el pueblo. Tiene como unas 828 casas de sencilla construccion, distinguiéndose entre ellas la llamada tribunal ó de comunidad; hay escuela de primeras letras dotada de los fondos del comun, é igl. parr. bajo la adv. de Santa. Ana, servida por un cura regular. Dependen en lo civil y ecl. de esta jurisd. 13 barrios dist. el que mas 1 ½ hora de su matriz. Tiene caminos regulares para comunicarse con los pueblos vecinos. Su term. es bastante llano y fertilizado por varios riachuelos, entre los que, es notable el Betis que al principio corre con el nombre de Santa Ana por junto á este pueblo. Confina por N. con Arrayat; por E. con Avayat; por O. con Culiat, y por S. con Mégico. Todo él es sumamente productivo; tiene de casi todas las clases de plátanos que se conocen, mucha palma de burí, el gogo, el caon, la nipa, etc. Pero las producciones mas notables son, arroz, azúcar y añil. Los naturales se dedican con especialidad á la agricultura, y al beneficio de sus productos. pobl. 4,968 alm., 1,153 ½ trib., que ascienden á 11,535 rs. plata, equivalentes á 28,837 ½ rs. vn.
(Buzeta y Bravo, 1850, p. 291)

En 2020, tenía censados 61 537 habitantes.